# Gheorghe Ialomițianu
Gheorghe Ialomițianu (n. 14 septembrie 1959, Șimon, România) este un politician român, membru al Partidului Democrat Liberal, numit ministru al finanțelor la data de 3 septembrie 2010, urmându-i lui Sebastian Vlădescu.
Ialomițianu este licențiat al Universității de Vest din Timișoara și are un doctorat la Universitatea Babeș-Bolyai.
În anul 2006, a obținut o diplomă de studii academice postuniversitare din partea SNSPA.
Înainte de Revoluție, Ialomițianu a fost, timp de doi ani, economist la Întreprinderea de Scule Râșnov, iar în perioada 1985-1993 a fost profesor la Colegiul Național Economic „Andrei Bârseanu”.
În 1993 și-a început cariera universitară ca lector în cadrul Universității Transilvania din Brașov, unde începând din 2008 ocupă funcția de conferențiar.
A fost timp de patru ani (1997-2001) director general al D.G.F.P. Brașov, iar apoi, timp de 7 ani, a fost director executiv adjunct în cadrul aceleiași instituții.